# Group TAC
Group TAC Co.,Ltd. (Kabushiki Kaisha Gurūpu · Takku 株式会社グループ・タック?) fue un estudio de animación y gráficos para ordenador japonés situado en Shibuya, Tokio, y fundada en 1968 por el expersonal de Mushi Pro. Ellos trabajaron en películas, videos, programas de televisión y comerciales, y contribuyeron a todas las etapas del proceso, incluida la planificación, producción, efectos de sonido, y así sucesivamente. La compañía fue encabezada por Atsumi Tashiro hasta su muerte en julio de 2010. En septiembre de 2010, Group TAC se declaró en quiebra y liquidaron todos sus activos. Diomedéa se formó después de una división con el Group TAC. El proyecto de animación restante del Group TAC, Hanakappa, pasó a manos de OLM Inc. y XEBEC.

## Obras
- Lupin III (1971-1972, Yomiuri TV)
- Marvelous Melmo (1971-1972, ABC TV)
- Yoshinobu Nishizaki (películas)
  - Little Wansa (1973, Kansai TV)
  - Space Battleship Yamato (1974-1975, Yomiuri TV)
  - Space Battleship Yamato II (1978-1979, Yomiuri TV)
  - Yamato: The New Voyage (1979, Yomiuri TV)
  - Space Battleship Yamato III (1980-1981, Yomiuri TV)
  - Maeterlinck's Blue Bird: Tyltyl and Mytyl's Adventurous Journey (1980, Fuji TV)
- Cuentos populares de Japón (1975-1995, Mainichi TV)
- Las aventuras de Huckleberry Finn (1976, Fuji TV)
- Gran historia (1977-1978, MBS TV)
- Niños de bolsillo (1978-1979年, MBS TV)
- Historia del país del fuego (1980, MBS TV)
- Árboles de Jeremy (1980)
- Bases occidentales (1982)
- Tokimeki Tonight (1982-1983, Nippon TV)
- Igano Kabamaru 1983-1984, Nippon TV)
- Nine (Fuji TV)
  - Nine (1983)
  - Nine 2:La declaración de la amante (1983)
  - Nine: Kanketsuhen (1984)
- Night on the Galactic Railroad (1985)
- Touch (1985)
- Touch Movie 1: Sebangou no Nai Ace (1986)
- Tale of Genji (1987)
- Hiatari Ryōkō! (1987)
- Everyday is Sunday (1990)
- Run! White Wolf (1990)
- Princess Army (1992)
- Yadamon (1992)
- Nozomi Witches (1992)
- Jungle King Tar-chan (1993)
- Tama and Friends (1993)
- Street Fighter II: The Animated Movie (1994)
- Princess Minerva (1995)
- Street Fighter II V (1995)
- Soar High! Isami (1995)
- Those Who Hunt Elves (1996)
- Spring and Chaos (1996)
- YAT Anshin! Uchuu Ryokou (1996)
- Those Who Hunt Elves II (1997)
- Hare Tokidoki Buta (apodada en inglés "Tokyo Pig") (1997)
- Strange Love (1997)
- Super Doll Licca-chan (1998)
- Flint the Time Detective (1998)
- Touch: Miss Lonely Yesterday - Arekara, Kimi wa (1998)
- Legend of Himiko (1999)
- Street Fighter Alpha: The Animation (1999)
- Kyorochan (1999)
- Koume-chan ga Iku! (1999)
- Miami Guns (2000)
- Grandeek (2000)
- Grappler Baki (2001)
- Grappler Baki 2 (2001)
- Daichis: Earth's Defense Family (2001)
- Fighting Foodons (2001)
- BLAME! (2003)
- Twin Spica (2003)
- Gilgamesh (2003)
- Submarine 707R (2003)
- The Golden Laws (2003)
- Demonbane (2004)
- Area 88 TV (2004)
- Grenadier (2004)
- Alice Academy (2004)
- Viewtiful Joe (2004)
- Nanami-chan (2004)
- Una noche tormentosa (2005)
- Nanami-chan 2nd Series (2006)
- Tokko (2006)
- Shinigami no Ballad (2006)
- Hanbun no Tsuki ga Noboru Sora (2006)
- Black Blood Brothers (2006)
- Kage Kara Mamoru! (2006)
- Nanami-chan 3rd Series (2006)
- His Wish and Light (2008)
- Shinran-sama: Negai, Soshite Hikari (2008)
- The Rebirth of Buddha (2009)
- Hanakappa (2010)
- Mitsubachi Monogatari: Minashigo Hutch (obra final)